# UEFA Women's Champions League 2016-2017 - Fase a eliminazione diretta
Questa voce raccoglie un approfondimento sulle gare della fase a eliminazione diretta dell'edizione 2016-2017 della UEFA Women's Champions League.

## Squadre partecipanti
Alla fase a eliminazione diretta partecipano 32 squadre, di cui 23 squadre qualificate direttamente ai sedicesimi e le 9 squadre che hanno vinto il proprio girone nel turno preliminare. Le fasce per il sorteggio sono state composte in base al coefficiente UEFA dei club. Nei sedicesimi e negli ottavi di finale non possono essere accoppiate squadre dello stesso Paese. In questa fase le squadre si affrontano in partite di andata e ritorno, eccetto che nella finale.
Teste di serie:
- Olympique Lione (114,410) (DT)
- Wolfsburg (116,535)
- Rosengård (85,615)
- Paris Saint-Germain (74,410)
- Fortuna Hjørring (51,705)
- Brøndby (50,705)
- Barcellona (49,695)
- Rossijanka (44,365)
- Glasgow City (39,900)
- Sparta Praga (36,550)
- Bayern Monaco (34,535)
- Zurigo (34,240)
- Zvezda 2005 Perm' (32,365)
- Brescia (27,705)
- AGSM Verona (25,705)
- Slavia Praga (25,550)

Non teste di serie:
- Chelsea (24,830)
- Apollōn Lemesou (23,940)
- Eskilstuna United (21,615)
- Twente (21,600)
- LSK Kvinner (21,405)
- St. Pölten (18,065)
- BIIK Kazygurt (17,270)
- Manchester City (16,830)
- SFK 2000 (14,630)
- Athletic Bilbao (13,695)
- Medyk Konin (13,445)
- Sturm Graz (10,065)
- Hibernian (9,900)
- Avaldsnes (9,405)
- Minsk (7,800)
- Breiðablik (5,445)

## Calendario
L'UEFA ha fissato il calendario della competizione e gli abbinamenti che saranno necessari nello svolgersi del torneo nella sua sede di Nyon, Svizzera.
| Turno      | Sorteggio         | Andata                                          | Ritorno                                         |
| ---------- | ----------------- | ----------------------------------------------- | ----------------------------------------------- |
| Sedicesimi | 1º settembre 2016 | 5-6 ottobre 2016                                | 12-13 ottobre 2016                              |
| Ottavi     | 17 ottobre 2016   | 9-10 novembre 2016                              | 16-17 novembre 2016                             |
| Quarti     | 25 novembre 2016  | 22-23 marzo 2017                                | 29-30 marzo 2017                                |
| Semifinali | 25 novembre 2016  | 22-23 aprile 2017                               | 29-30 aprile 2017                               |
| Finale     | 25 novembre 2016  | 1º giugno 2017 al Cardiff City Stadium, Cardiff | 1º giugno 2017 al Cardiff City Stadium, Cardiff |

## Sedicesimi di finale
Il sorteggio degli accoppiamenti per i sedicesimi di finale si è tenuto a Nyon il 1º settembre 2016. L'andata si è disputata il 5 e il 6 ottobre 2016, mentre il ritorno si è disputato il 12 e il 13 ottobre 2016.
| Squadra 1         | Totale      | Squadra 2           | Andata | Ritorno     |
| ----------------- | ----------- | ------------------- | ------ | ----------- |
| Sturm Graz        | 0 - 9       | Zurigo              | 0 - 6  | 0 - 3       |
| Breiðablik        | 0 - 1       | Rosengård           | 0 - 1  | 0 - 0       |
| LSK Kvinner       | 4 - 5       | Paris Saint-Germain | 3 - 1  | 1 - 4       |
| Avaldsnes         | 2 - 10      | Olympique Lione     | 2 - 5  | 0 - 5       |
| Eskilstuna United | 3 - 1       | Glasgow City        | 1 - 0  | 2 - 1       |
| SFK 2000          | 1 - 2       | Rossijanka          | 0 - 0  | 1 - 2       |
| Chelsea           | 1 - 4       | Wolfsburg           | 0 - 3  | 1 - 1       |
| Twente            | 5 - 1       | Sparta Praga        | 2 - 0  | 3 - 1       |
| Apollōn Lemesou   | 3 - 4       | Slavia Praga        | 1 - 1  | 2 - 3       |
| Athletic Bilbao   | 3 - 4       | Fortuna Hjørring    | 2 - 1  | 1 - 3 (dts) |
| Minsk             | 1 - 5       | Barcellona          | 0 - 3  | 1 - 2       |
| Medyk Konin       | 6 - 6 (gfc) | Brescia             | 4 - 3  | 2 - 3       |
| Manchester City   | 6 - 0       | Zvezda 2005 Perm'   | 2 - 0  | 4 - 0       |
| BIIK Kazygurt     | 4 - 2       | AGSM Verona         | 3 - 1  | 1 - 1       |
| Hibernian         | 1 - 10      | Bayern Monaco       | 0 - 6  | 1 - 4       |
| St. Pölten        | 2 - 4       | Brøndby             | 0 - 2  | 2 - 2       |

### Andata
| Arbitro: | Eszter Urban |

|                           |           |                |
| Adule 3’ Gabelia 12’, 80’ | Marcatori | 53’ Gabbiadini |

| Arbitro: | Petra Chudá |

|                                           |           |                                       |
| Kostova 29’, 84’ Sikora 76’ Gawrońska 79’ | Marcatori | 18’ Bonansea 36’ Cernoia 70’ Sabatino |

| Sarajevo 5 ottobre 2016, ore 16:00 UTC+2 | SFK 2000  | 0 – 0 referto | Rossijanka | Stadio Asim Ferhatović Hase\| Arbitro: \| Lois Otte \| |
| Arbitro:                                 | Lois Otte |               |            |                                                        |

| Arbitro: | Sofia Karagiorgi |

|  |           |            |
|  | Marcatori | 8’ Schelin |

| Arbitro: | Jana Adámková |

|  |           |                                                            |
|  | Marcatori | 2’, 32’, 67’ Leon 63’ Franssi 72’ (rig.) Kuster 90+1’ Humm |

| Arbitro: | Elvira Nurmustafina |

|                        |           |               |
| Alborghetti 53’ (rig.) | Marcatori | 90+6’ Pincová |

| Arbitro: | Teodora Albon |

|                         |           |                                                              |
| Thorsnes 23’ Hansen 52’ | Marcatori | 7’ (rig.) Kumagai 20’ Le Sommer 48’, 62’ Abily 86’ Hegerberg |

| Arbitro: | Marta Huerta De Aza |

|                        |           |  |
| Waldus 79’ Roord 90+1’ | Marcatori |  |

| Arbitro: | Cristina Dorcioman |

|                     |           |                   |
| Corres 34’ Oroz 83’ | Marcatori | 71’ Smidt Nielsen |

| Arbitro: | Efthalia Mitsi |

|  |           |                       |
|  | Marcatori | 12’, 39’, 54’ Jakabfi |

| Arbitro: | Pernilla Larsson |

|  |           |                   |
|  | Marcatori | 21’, 63’ Sørensen |

| Arbitro: | Esther Staubli |

|  |           |                                                                         |
|  | Marcatori | 6’ van der Gragt 26’, 57’ Miedema 38’, 63’ Leupolz 67’ (rig.) Behringer |

| Arbitro: | Florence Guillemin |

|  |           |                                |
|  | Marcatori | 5’, 90+1’ Hermoso 32’ Torrejón |

| Arbitro: | Tania Fernandes Morais |

|             |           |  |
| Larsson 52’ | Marcatori |  |

| Arbitro: | Kateryna Monzul' |

|                                   |           |             |
| Haavi 67’ Mykjåland 82’ Spord 88’ | Marcatori | 35’ Paredes |

| Arbitro: | Monika Mularczyk |

|                        |           |  |
| Scott 34’ Bronze 90+3’ | Marcatori |  |

### Ritorno
| Arbitro: | Riem Hussein |

|  |           |                                              |
|  | Marcatori | 23’, 52’ Beattie 32’ Bronze 74’ Christiansen |

| Arbitro: | Marte Sørø |

|                                        |           |              |
| Gerhardt 6’, 38’ Evans 33’ Miedema 72’ | Marcatori | 39’ Harrison |

| Arbitro: | Carina Vitulano |

|                   |           |           |
| Gunnarsdóttir 80’ | Marcatori | 43’ Aluko |

| Arbitro: | Gyöngyi Gaál |

|                                   |           |                      |
| Boye Sørensen 61’ N. Sørensen 88’ | Marcatori | 55’ Vágó 82’ Pinther |

| Arbitro: | Linn Andersson |

|              |           |                                               |
| Stašková 34’ | Marcatori | 28’ (aut.) Odehnalová 82’ R. Jansen 89’ Roord |

| Arbitro: | Vivian Peeters |

|                                |           |                   |
| Divišová 19’ Svitková 41’, 82’ | Marcatori | 10’, 14’ Witteman |

| Arbitro: | Katalin Kulcsár |

|                                        |           |                   |
| Damjanović 49’ Larsen 84’ Tamires 119’ | Marcatori | 69’ Erika Vázquez |

| Arbitro: | Dimitrina Milkova |

|                                       |           |                 |
| Hermoso 61’ (rig.) Andressa Alves 75’ | Marcatori | 51’ Ogbiagbevha |

| Malmö 12 ottobre 2016, ore 19:00 UTC+2 | Rosengård      | 0 – 0 referto | Breiðablik | Malmö Idrottsplats\| Arbitro: \| Lorraine Clark \| |
| Arbitro:                               | Lorraine Clark |               |            |                                                    |

| Arbitro: | Lina Lehtovaara |

|                            |           |  |
| Humm 21’, 28’ Deplazes 74’ | Marcatori |  |

| Arbitro: | Zuzana Valentová |

|                       |           |             |
| Gabbiadini 58’ (rig.) | Marcatori | 40’ Gabelia |

| Arbitro: | Zuzana Kováčová |

|                                                         |           |  |
| Renard 3’ Marozsán 41’ Cascarino 59’ Le Sommer 64’, 74’ | Marcatori |  |

| Arbitro: | Désirée Grundbacher |

|                       |           |                     |
| N'Réhy 50’ Nahi 90+4’ | Marcatori | 70’ (rig.) Djoković |

| Arbitro: | Sara Persson |

|                                           |           |              |
| Boquete 4’ (rig.) Cristiane 20’, 49’, 74’ | Marcatori | 90+2’ Berget |

| Arbitro: | Viola Raudziņa |

|                                               |           |                       |
| Slavcheva 15’ (aut.) Girelli 69’ Sabatino 83’ | Marcatori | 5’ Kostova 53’ Sikora |

| Arbitro: | Stéphanie Frappart |

|            |           |                 |
| Crilly 46’ | Marcatori | 7’, 58’ Schough |

## Ottavi di finale
Il sorteggio degli accoppiamenti per gli ottavi di finale si è tenuto a Nyon il 17 ottobre 2016. L'andata si è disputata il 9 e il 10 novembre 2016, mentre il ritorno si è disputato il 16 e il 17 novembre 2016.
Teste di serie:
- Olympique Lione (114,410) (DT)
- Wolfsburg (116,535)
- Rosengård (85,615)
- Paris Saint-Germain (74,410)
- Fortuna Hjørring (51,705)
- Brøndby (50,705)
- Barcellona (49,695)
- Rossijanka (44,365)

Non teste di serie:
- Bayern Monaco (34,535)
- Zurigo (34,240)
- Brescia (27,705)
- Slavia Praga (25,550)
- Eskilstuna United (21,615)
- Twente (21,600)
- BIIK Kazygurt (17,270)
- Manchester City (16,830)

| Squadra 1         | Totale | Squadra 2           | Andata | Ritorno |
| ----------------- | ------ | ------------------- | ------ | ------- |
| BIIK Kazygurt     | 1 - 7  | Paris Saint-Germain | 0 - 3  | 1 - 4   |
| Barcellona        | 5 - 0  | Twente              | 1 - 0  | 4 - 0   |
| Slavia Praga      | 1 - 6  | Rosengård           | 1 - 3  | 0 - 3   |
| Manchester City   | 2 - 1  | Brøndby             | 1 - 0  | 1 - 1   |
| Brescia           | 1 - 4  | Fortuna Hjørring    | 0 - 1  | 1 - 3   |
| Olympique Lione   | 17 - 0 | Zurigo              | 8 - 0  | 9 - 0   |
| Eskilstuna United | 1 - 8  | Wolfsburg           | 1 - 5  | 0 - 3   |
| Bayern Monaco     | 8 - 0  | Rossijanka          | 4 - 0  | 4 - 0   |

### Andata
| Arbitro: | Sandra Bastos |

|                                         |           |  |
| Evans 41’ Rolser 45+2’ Miedema 52’, 75’ | Marcatori |  |

| Arbitro: | Esther Azzopardi |

|                                                                                      |           |  |
| Le Sommer 22’, 35’ Mbock Bathy 26’ Hegerberg 29’, 30’, 41’ Tarrieu 90’ Lavogez 90+3’ | Marcatori |  |

| Arbitro: | Bibiana Steinhaus |

|             |           |  |
| Hermoso 10’ | Marcatori |  |

| Arbitro: | Teodora Albon |

|           |           |  |
| Walsh 74’ | Marcatori |  |

| Arbitro: | Pernilla Larsson |

|  |           |             |
|  | Marcatori | 42’ Tamires |

| Arbitro: | Olga Zadinová |

|  |           |                                |
|  | Marcatori | 17’ Boquete 45+1’, 59’ Paredes |

| Arbitro: | Lina Lehtovaara |

|                |           |                                              |
| Svitková 90+2’ | Marcatori | 33’ Masar 36’ Nilsson 44’ (rig.) Enganamouit |

| Arbitro: | Cristina Dorcioman |

|             |           |                                    |
| Banusic 31’ | Marcatori | 5’, 17’, 52’, 63’ Jakabfi 76’ Popp |

### Ritorno
| Arbitro: | Carina Vitulano |

|                     |           |            |
| N. Christiansen 67’ | Marcatori | 65’ Duggan |

| Arbitro: | Anastasija Pustovojtova |

|                               |           |  |
| Masar 6’ Enganamouit 18’, 19’ | Marcatori |  |

| Arbitro: | Marte Sørø |

|  |           |                                                                                        |
|  | Marcatori | 18’, 39’ Abily 20’ Seger 42’ Kumagai 62’, 63’ Lavogez 64’ Tarrieu 80’ Renard 88’ Petit |

| Arbitro: | Kateryna Monzul' |

|                          |           |             |
| Olar 36’ Larsen 49’, 67’ | Marcatori | 81’ Manieri |

| Arbitro: | Efthalia Mitsi |

|  |           |                                                           |
|  | Marcatori | 18’ Torrejón 37’ Andressa Alves 79’ Latorre 86’ N'Guessan |

| Arbitro: | Stéphanie Frappart |

|  |           |                                            |
|  | Marcatori | 42’, 52’ Miedema 72’ Däbritz 90+2’ Holstad |

| Arbitro: | Esther Staubli |

|                                         |           |  |
| Dickenmann 38’ Jakabfi 62’ Bernauer 85’ | Marcatori |  |

| Arbitro: | Lorraine Clark |

|                                    |           |           |
| Cruz 43’ Sarr 45+1’, 79’ Delie 70’ | Marcatori | 67’ Adule |

## Quarti di finale
Il sorteggio degli accoppiamenti per i quarti di finale si è tenuto a Nyon il 25 novembre 2016. L'andata si disputerà il 22 e il 23 marzo 2017, mentre il ritorno si disputerà il 29 e il 30 marzo 2016.
Teste di serie:
- Olympique Lione (114,410) (DT)
- Wolfsburg (116,535)
- Rosengård (85,615)
- Paris Saint-Germain (74,410)

Non teste di serie:
- Fortuna Hjørring (51,705)
- Barcellona (49,695)
- Bayern Monaco (34,535)
- Manchester City (16,830)

| Squadra 1        | Totale | Squadra 2           | Andata | Ritorno |
| ---------------- | ------ | ------------------- | ------ | ------- |
| Fortuna Hjørring | 0 - 1  | Manchester City     | 0 - 1  | 0 - 1   |
| Rosengård        | 0 - 3  | Barcellona          | 0 - 1  | 0 - 2   |
| Wolfsburg        | 1 - 2  | Olympique Lione     | 0 - 2  | 1 - 0   |
| Bayern Monaco    | 1 - 4  | Paris Saint-Germain | 1 - 0  | 0 - 4   |

### Andata
| Arbitro: | Stéphanie Frappart |

|  |           |               |
|  | Marcatori | 45+2’ Ouahabi |

| Arbitro: | Riem Hussein |

|  |           |           |
|  | Marcatori | 36’ Lloyd |

| Arbitro: | Pernilla Larsson |

|             |           |  |
| Miedema 72’ | Marcatori |  |

| Arbitro: | Jana Adámková |

|  |           |                        |
|  | Marcatori | 62’ Abily 74’ Marozsán |

### Ritorno
| Arbitro: | Kateryna Monzul' |

|                           |           |  |
| Hermoso 52’ Mariona 90+4’ | Marcatori |  |

| Arbitro: | Carina Vitulano |

|                                      |           |  |
| Delie 4’ Cristiane 12’, 52’ Cruz 42’ | Marcatori |  |

| Arbitro: | Monika Mularczyk |

|  |           |                          |
|  | Marcatori | 82’ (rig.) Graham Hansen |

| Arbitro: | Anastasija Pustovojtova |

|            |           |  |
| Bronze 41’ | Marcatori |  |

## Semifinali
Il sorteggio degli accoppiamenti per le semifinali si è tenuto a Nyon il 25 novembre 2016. L'andata si è disputata il 22 aprile 2017, mentre il ritorno si disputa il 29 aprile 2017.
| Squadra 1       | Totale | Squadra 2           | Andata | Ritorno |
| --------------- | ------ | ------------------- | ------ | ------- |
| Barcellona      | 1 - 5  | Paris Saint-Germain | 1 - 3  | 0 - 2   |
| Manchester City | 2 - 3  | Olympique Lione     | 1 - 3  | 1 - 0   |

### Andata
| Arbitro: | Katalin Kulcsár |

|             |           |                                              |
| Asllani 10’ | Marcatori | 2’ (rig.) Kumagai 16’ Marozsán 68’ Le Sommer |

| Arbitro: | Teodora Albon |

|             |           |                                  |
| Latorre 89’ | Marcatori | 26’ Delie 36’ Cristiane 53’ Cruz |

### Ritorno
| Arbitro: | Jana Adámková |

|                                        |           |  |
| Delannoy 55’ (rig.) Diéguez 61’ (aut.) | Marcatori |  |

| Arbitro: | Esther Staubli |

|  |           |           |
|  | Marcatori | 57’ Lloyd |

## Finale
| Arbitro: | Bibiana Steinhaus |

|                                                                    |                      |                                                                     |
| Majri Le Sommer Renard Mbock Bathy Kumagai Marozsán Abily Bouhaddi | Tiri di rigore 7 – 6 | Cristiane Delannoy Geyoro Delie Formiga Boquete Lawrence Kiedrzynek |